# Merk (nazwisko)
Merk – polskie nazwisko. Na początku lat 90. XX wieku w Polsce nosiły je 270 osób.

## Znane osoby
- Waldemar Merk – kajakarz